# 2. Bundesliga de 2018–19
A 2. Bundesliga de 2018–19 é a 45º edição da Segunda Divisão da Alemanha. O campeonato começou em 3 de agosto de 2018 e terminará em 19 de maio de 2019.

## Sistema de competição
Participam da 2. Bundesliga 18 clubes que, seguindo um calendário estabelecido por sorteio, se enfrentam entre si em duas partidas de ida e volta. O vencedor de cada partida conquista três pontos, enquanto o empate um ponto e a derrota, zero pontos.
Ao final da temporada, os dois primeiros colocados se classificarão à 1. Bundesliga, e o terceiro colocado disputará sua promoção com o 16º colocado da 1. Bundesliga. Os dois últimos serão rebaixados à 3. Liga e o 16º colocado disputará sua permanência com o terceiro colocado da 3. Liga.

## Equipes

### Mudança de times
| Pos | Promovidos à 1. Bundesliga |
| --- | -------------------------- |
| 1º  | Fortuna Düsseldorf         |
| 2º  | Nürnberg                   |

| Pos | Rebaixados da 1. Budesliga |
| --- | -------------------------- |
| 17º | Hamburgo                   |
| 18º | Köln                       |

| Pos | Promovidos da 3. Liga |
| --- | --------------------- |
| 1º  | Magdeburg             |
| 2º  | Paderborn             |

| Pos | Rebaixados à 3. Liga   |
| --- | ---------------------- |
| 17º | Eintracht Braunschweig |
| 18º | Kaiserslautern         |

### Clubes participantes
| Equipe            | Cidade     | Treinador            | Capitão             | Estádio                        | Capacidade |
| ----------------- | ---------- | -------------------- | ------------------- | ------------------------------ | ---------- |
| Arminia Bielefeld | Bielefeld  | Uwe Neuhaus          | Julian Börner       | Schüco Arena                   | 27.300     |
| Bochum            | Bochum     | Robin Dutt           | Stefano Celozzi     | Ruhrstadion                    | 29.299     |
| Darmstadt 98      | Darmstadt  | Dimitrios Grammozis  | Fabian Holland      | Merck-Stadion am Böllenfalltor | 17.000     |
| Duisburg          | Duisburgo  | Torsten Lieberknecht | Gerrit Nauber       | MSV-Arena                      | 31.500     |
| Dynamo Dresden    | Dresden    | Cristian Fiél        | Marco Hartmann      | DDV-Stadion                    | 32.066     |
| Erzgebirge Aue    | Aue        | Daniel Meyer         | Martin Männel       | Sparkassen-Erzgebirgsstadion   | 15.711     |
| Greuther Fürth    | Fürth      | Stefan Leitl         | Marco Caligiuri     | Sportpark Ronhof Thomas Sommer | 18.500     |
| Hamburgo          | Hamburgo   | Hannes Wolf          | Aaron Hunt          | Volksparkstadion               | 57.000     |
| Heidenheim        | Heidenheim | Frank Schmidt        | Marc Schnatterer    | Voith-Arena                    | 15.000     |
| Holstein Kiel     | Kiel       | Tim Walter           | Dominik Schimidt    | Holstein-Stadion               | 11.386     |
| Ingolstadt        | Ingolstadt | Tomas Oral           | Marvin Matip        | Audi-Sportpark                 | 15.000     |
| Jahn Regensburg   | Ratisbona  | Achim Beierlorzer    | Marco Grüttner      | Continental Arena              | 15.224     |
| Köln              | Colônia    | André Pawlak         | Jonas Hector        | RheinEnergieStadion            | 49.698     |
| Magdeburg         | Magdeburgo | Michael Oenning      | Nils Butzen         | MDCC-Arena                     | 27.500     |
| Paderborn         | Paderborn  | Steffen Baumgart     | Christian Strohdiek | Benteler-Arena                 | 15.000     |
| Sandhausen        | Sandhausen | Uwe Koschinat        | Denis Linsmayer     | BWT-Stadion am Hardtwald       | 15.414     |
| St. Pauli         | Hamburgo   | Jos Luhukay          | Bernd Nehrig        | Millerntor-Stadion             | 29.546     |
| Union Berlin      | Berlim     | Urs Fischer          | Christopher Trimmel | Alte Försterei                 | 22.012     |

### Mudanças de treinadores
| Clube             | Antecessor         | Motivo               | Data da vaga            | Pos           | Sucessor             | Data da nomeação        |
| ----------------- | ------------------ | -------------------- | ----------------------- | ------------- | -------------------- | ----------------------- |
| Köln              | Stefan Ruthenbeck  | Fim do contrato      | 30 de junho de 2018     | Pré-temporada | Markus Anfang        | 1 de julho de 2018      |
| Holstein Kiel     | Markus Anfang      | Contratado pelo Köln | 30 de junho de 2018     | Pré-temporada | Tim Walter           | 1 de julho de 2018      |
| Union Berlin      | André Hofschneider | Demitido             | 30 de junho de 2018     | Pré-temporada | Urs Fischer          | 1 de julho de 2018      |
| Erzgebirge Aue    | Hannes Drews       | Resignado            | 30 de junho de 2018     | Pré-temporada | Daniel Meyer         | 1 de julho de 2018      |
| Dynamo Dresden    | Uwe Neuhaus        | Demitido             | 22 de agosto de 2018    | 9º            | Maik Walpurgis       | 11 de setembro de 2018  |
| Ingolstadt        | Stefan Leitl       | Demitido             | 22 de setembro de 2018  | 13º           | Alexander Nouri      | 24 de setembro de 2018  |
| Duisburg          | Iliya Gruev        | Demitido             | 1 de outubro de 2018    | 18º           | Torsten Lieberknecht | 1 de outubro de 2018    |
| Sandhausen        | Kenan Kocak        | Demitido             | 8 de outubro de 2018    | 16º           | Uwe Koschinat        | 15 de outubro de 2018   |
| Hamburgo          | Christian Titz     | Demitido             | 23 de outubro de 2018   | 5º            | Hannes Wolf          | 23 de outubro de 2018   |
| Magdeburg         | Jens Härtel        | Demitido             | 12 de novembro de 2018  | 17º           | Michael Oenning      | 14 de novembro de 2018  |
| Ingolstadt        | Alexander Nouri    | Demitido             | 26 de novembro de 2018  | 18º           | Jens Keller          | 2 de dezembro de 2018   |
| Arminia Bielefeld | Jeff Saibene       | Demitido             | 10 de dezembro de 2018  | 14º           | Uwe Neuhaus          | 10 de dezembro de 2018  |
| Greuther Fürth    | Damir Burić        | Demitido             | 4 de fevereiro de 2019  | 12º           | Stefan Leitl         | 5 de fevereiro de 2019  |
| Darmstadt 98      | Dirk Schuster      | Demitido             | 18 de fevereiro de 2019 | 14º           | Dimitrios Grammozis  | 24 de fevereiro de 2019 |
| Dynamo Dresden    | Maik Walpurgis     | Demitido             | 24 de fevereiro de 2019 | 14º           | Cristian Fiél        | 24 de fevereiro de 2019 |
| Ingolstadt        | Jens Keller        | Demitido             | 2 de abril de 2019      | 18º           | Tomas Oral           | 3 de abril de 2019      |
| St. Pauli         | Markus Kauczinski  | Demitido             | 10 de abril de 2019     | 6º            | Jos Luhukay          | 10 de abril de 2019     |
| Köln              | Markus Anfang      | Demitido             | 27 de abril de 2019     | 1º            | André Pawlak         | 27 de abril de 2019     |

## Classificação
Atualizado em 19 de maio de 2019.
| Pos | Equipes           | Pts | J  | V  | E  | D  | GM | GS | SG  | Classificação ou rebaixamento             |
| --- | ----------------- | --- | -- | -- | -- | -- | -- | -- | --- | ----------------------------------------- |
| 1   | Köln              | 63  | 34 | 19 | 6  | 9  | 84 | 47 | +37 | Promoção à Bundesliga de 2019–20          |
| 2   | Paderborn         | 57  | 34 | 16 | 9  | 9  | 76 | 50 | +26 | Promoção à Bundesliga de 2019–20          |
| 3   | Union Berlin      | 57  | 34 | 14 | 15 | 5  | 54 | 33 | +21 | Play-off da Promoção                      |
| 4   | Hamburgo          | 56  | 34 | 16 | 8  | 10 | 45 | 42 | +3  |                                           |
| 5   | Heidenheim        | 55  | 34 | 15 | 10 | 9  | 55 | 45 | +10 |                                           |
| 6   | Holstein Kiel     | 49  | 34 | 13 | 10 | 11 | 60 | 51 | +9  |                                           |
| 7   | Arminia Bielefeld | 49  | 34 | 13 | 10 | 11 | 52 | 50 | +2  |                                           |
| 8   | Jahn Regensburg   | 49  | 34 | 12 | 13 | 9  | 55 | 54 | +1  |                                           |
| 9   | St. Pauli         | 49  | 34 | 14 | 7  | 13 | 46 | 53 | –7  |                                           |
| 10  | Darmstadt 98      | 46  | 34 | 13 | 7  | 14 | 45 | 53 | –8  |                                           |
| 11  | Bochum            | 44  | 34 | 11 | 11 | 12 | 49 | 50 | –1  |                                           |
| 12  | Dynamo Dresden    | 42  | 34 | 11 | 9  | 14 | 41 | 48 | –7  |                                           |
| 13  | Greuther Fürth    | 42  | 34 | 10 | 12 | 12 | 37 | 56 | –19 |                                           |
| 14  | Erzgebirge Aue    | 40  | 34 | 11 | 7  | 16 | 43 | 47 | –4  |                                           |
| 15  | Sandhausen        | 38  | 34 | 9  | 11 | 14 | 45 | 52 | –7  |                                           |
| 16  | Ingolstadt        | 35  | 34 | 9  | 8  | 17 | 43 | 55 | –12 | Play-off do Rebaixamento                  |
| 17  | Magdeburg         | 31  | 34 | 6  | 13 | 15 | 35 | 53 | –18 | Zona de rebaixamento à 3. Liga de 2019–20 |
| 18  | Duisburg          | 28  | 34 | 6  | 10 | 18 | 39 | 65 | –26 | Zona de rebaixamento à 3. Liga de 2019–20 |

### Confrontos
|                   | ARB | BOC | DAR | DUI | DYD | ERA | GRF | HSV | HEI | HOK | ING | JAR | KÖL | MAG | PAD | SAN | STP | UNB |
| ----------------- | --- | --- | --- | --- | --- | --- | --- | --- | --- | --- | --- | --- | --- | --- | --- | --- | --- | --- |
| Arminia Bielefeld | —   | 3–1 | 1–0 | 0–1 | 2–1 | 2–1 | 2–3 | 2–0 | 1–2 | 1–0 | 1–3 | 5–3 | 1–3 | 1–3 | 2–0 | 1–1 | 1–2 | 1–1 |
| Bochum            | 1–0 | —   | 1–0 | 2–1 | 0–1 | 2–1 | 3–2 | 0–0 | 1–0 | 1–3 | 6–0 | 3–3 | 0–2 | 4–2 | 1–2 | 1–0 | 1–3 | 2–2 |
| Darmstadt 98      | 1–2 | 0–0 | —   | 3–0 | 2–0 | 1–0 | 2–0 | 1–2 | 1–2 | 3–2 | 1–1 | 1–1 | 0–3 | 3–1 | 1–0 | 1–1 | 2–1 | 2–1 |
| Duisburg          | 2–2 | 0–2 | 3–2 | —   | 1–3 | 1–2 | 0–1 | 1–2 | 3–4 | 0–4 | 2–4 | 1–3 | 4–4 | 1–0 | 2–0 | 2–2 | 0–1 | 2–3 |
| Dynamo Dresden    | 3–4 | 2–2 | 4–1 | 1–0 | —   | 1–1 | 0–1 | 0–1 | 1–3 | 0–2 | 2–0 | 0–0 | 3–0 | 1–1 | 3–1 | 3–1 | 2–1 | 0–0 |
| Erzgebirge Aue    | 1–0 | 3–2 | 2–2 | 0–0 | 1–3 | —   | 1–1 | 1–3 | 0–1 | 2–1 | 0–3 | 1–1 | 0–1 | 0–0 | 2–1 | 0–2 | 3–1 | 3–0 |
| Greuther Fürth    | 2–2 | 2–2 | 2–1 | 1–0 | 0–0 | 0–5 | —   | 0–0 | 0–0 | 4–1 | 0–1 | 1–1 | 0–4 | 3–2 | 2–2 | 3–1 | 2–1 | 1–1 |
| Hamburgo          | 3–0 | 0–0 | 2–3 | 3–0 | 1–0 | 1–1 | 1–0 | —   | 3–2 | 0–3 | 0–3 | 0–5 | 1–0 | 1–2 | 1–0 | 2–1 | 0–0 | 2–2 |
| Heidenheim        | 1–1 | 3–2 | 0–1 | 4–1 | 1–0 | 1–0 | 2–0 | 2–2 | —   | 2–2 | 4–2 | 1–2 | 0–2 | 3–0 | 1–5 | 2–3 | 3–0 | 2–1 |
| Holstein Kiel     | 1–2 | 2–2 | 4–2 | 0–2 | 3–0 | 5–1 | 2–2 | 3–1 | 1–1 | —   | 2–2 | 2–0 | 1–1 | 2–1 | 1–2 | 2–1 | 2–1 | 0–2 |
| Ingolstadt        | 1–1 | 2–1 | 3–0 | 1–1 | 1–0 | 3–2 | 1–1 | 1–2 | 1–1 | 1–1 | —   | 1–2 | 1–2 | 0–1 | 1–2 | 1–2 | 0–1 | 1–2 |
| Jahn Regensburg   | 0–3 | 2–1 | 1–1 | 1–1 | 0–2 | 1–3 | 0–2 | 2–1 | 2–1 | 0–0 | 2–1 | —   | 1–3 | 1–0 | 2–0 | 2–2 | 1–1 | 1–1 |
| Köln              | 5–1 | 2–3 | 1–2 | 1–2 | 8–1 | 3–1 | 4–0 | 1–1 | 1–1 | 4–0 | 2–1 | 3–5 | —   | 3–0 | 3–5 | 3–1 | 4–1 | 1–1 |
| Magdeburg         | 0–0 | 0–0 | 0–1 | 3–3 | 2–2 | 1–0 | 2–1 | 0–1 | 0–0 | 1–1 | 1–1 | 2–3 | 1–1 | —   | 1–1 | 0–1 | 1–2 | 1–1 |
| Paderborn         | 2–2 | 2–2 | 6–2 | 4–0 | 3–0 | 1–0 | 6–0 | 4–1 | 3–1 | 4–4 | 3–1 | 2–0 | 3–2 | 4–4 | —   | 3–3 | 0–1 | 0–0 |
| Sandhausen        | 0–3 | 3–0 | 1–1 | 0–0 | 3–1 | 0–3 | 0–0 | 0–3 | 1–2 | 3–2 | 4–0 | 2–2 | 0–2 | 0–1 | 1–1 | —   | 4–0 | 0–0 |
| St. Pauli         | 1–1 | 0–0 | 2–0 | 0–0 | 1–1 | 1–2 | 2–0 | 0–4 | 1–1 | 0–1 | 1–0 | 4–3 | 3–5 | 4–1 | 2–1 | 3–1 | —   | 3–2 |
| Union Berlin      | 1–1 | 2–0 | 3–1 | 2–2 | 0–0 | 1–0 | 4–0 | 2–0 | 1–1 | 2–0 | 2–0 | 2–2 | 2–0 | 3–0 | 1–3 | 2–0 | 4–1 | —   |

     Vitória do mandante;
     Vitória do visitante;
     Empate.

## Play-offs

### Play-off de promoção

#### Jogo de ida
| 23 de maio de 2019 | Stuttgart               | 2 – 2     | Union Berlin                  | Mercedes-Benz Arena, Estugarda           |
| 20:30 (UTC+2)      | Gentner 41' · Gómez 51' | Relatório | 43' Abdullahi · 68' Friedrich | Público: 58 619 Árbitro: Bastian Dankert |

#### Jogo de volta
| 27 de maio de 2019 | Union Berlin | 0 – 0     | Stuttgart | An der Alten Försterei, Berlim             |
| 20:30 (UTC+2)      |              | Relatório |           | Público: 22 012 Árbitro: Christian Dingert |

Union Berlin venceu pela regra do gol fora de casa (agregado 2–2) e foi promovido para a Bundesliga de 2019–20, enquanto o Stuttgart foi rebaixado para a 2. Bundesliga de 2019–20.

### Play-off de rebaixamento

#### Jogo de ida
| 24 de maio de 2019 | Wehen Wiesbaden | 1 – 2     | Ingolstadt      | BRITA-Arena, Wiesbaden                 |
| 18:15 (UTC+2)      | Kyereh 90+6'    | Relatório | 1', 47' Lezcano | Público: 7 698 Árbitro: Giudo Winkmann |

#### Jogo de volta
| 28 de maio de 2019 | Ingolstadt                     | 2 – 3     | Wehen Wiesbaden                        | Audi-Sportpark, Ingolstadt                |
| 18:15 (UTC+2)      | Kerschbaumer 13' · Paulsen 68' | Relatório | 11' Kyereh · 30' Dittgen · 43' Paulsen | Público: 12 420 Árbitro: Frank Willenborg |

Wehen Wiesbaden venceu pela regra do gol fora de casa (agregado 4–4) e foi promovido para a 2. Bundesliga de 2019–20, enquanto o Ingolstadt foi rebaixado para a 3. Liga de 2019–20.

## Desempenho
Clubes que lideraram o campeonato ao final de cada rodada:
| Rodadas | Rodadas | Rodadas | Rodadas | Rodadas | Rodadas | Rodadas | Rodadas | Rodadas | Rodadas | Rodadas | Rodadas | Rodadas | Rodadas | Rodadas | Rodadas | Rodadas | Rodadas | Rodadas | Rodadas | Rodadas | Rodadas | Rodadas | Rodadas | Rodadas | Rodadas | Rodadas | Rodadas | Rodadas | Rodadas | Rodadas | Rodadas | Rodadas | Rodadas |
| ------- | ------- | ------- | ------- | ------- | ------- | ------- | ------- | ------- | ------- | ------- | ------- | ------- | ------- | ------- | ------- | ------- | ------- | ------- | ------- | ------- | ------- | ------- | ------- | ------- | ------- | ------- | ------- | ------- | ------- | ------- | ------- | ------- | ------- |
| 1       | 2       | 3       | 4       | 5       | 6       | 7       | 8       | 9       | 10      | 11      | 12      | 13      | 14      | 15      | 16      | 17      | 18      | 19      | 20      | 21      | 22      | 23      | 24      | 25      | 26      | 27      | 28      | 29      | 30      | 31      | 32      | 33      | 34      |
| HOK     | STP     | UNB     | KÖL     | GRF     | KÖL     | KÖL     | KÖL     | KÖL     | KÖL     | KÖL     | HSV     | HSV     | HSV     | HSV     | HSV     | HSV     | HSV     | HSV     | HSV     | HSV     | HSV     | KÖL     | KÖL     | KÖL     | KÖL     | KÖL     | KÖL     | KÖL     | KÖL     | KÖL     | KÖL     | KÖL     | KÖL     |

Clubes que ficaram na última posição do campeonato ao final de cada rodada:
| Rodadas | Rodadas | Rodadas | Rodadas | Rodadas | Rodadas | Rodadas | Rodadas | Rodadas | Rodadas | Rodadas | Rodadas | Rodadas | Rodadas | Rodadas | Rodadas | Rodadas | Rodadas | Rodadas | Rodadas | Rodadas | Rodadas | Rodadas | Rodadas | Rodadas | Rodadas | Rodadas | Rodadas | Rodadas | Rodadas | Rodadas | Rodadas | Rodadas | Rodadas |
| ------- | ------- | ------- | ------- | ------- | ------- | ------- | ------- | ------- | ------- | ------- | ------- | ------- | ------- | ------- | ------- | ------- | ------- | ------- | ------- | ------- | ------- | ------- | ------- | ------- | ------- | ------- | ------- | ------- | ------- | ------- | ------- | ------- | ------- |
| 1       | 2       | 3       | 4       | 5       | 6       | 7       | 8       | 9       | 10      | 11      | 12      | 13      | 14      | 15      | 16      | 17      | 18      | 19      | 20      | 21      | 22      | 23      | 24      | 25      | 26      | 27      | 28      | 29      | 30      | 31      | 32      | 33      | 34      |
| HSV     | SAN     | DUI     | DUI     | DUI     | DUI     | DUI     | DUI     | ING     | ING     | ING     | ING     | ING     | ING     | ING     | ING     | ING     | ING     | DUI     | ING     | DUI     | DUI     | DUI     | SAN     | ING     | ING     | ING     | ING     | DUI     | DUI     | DUI     | DUI     | DUI     | DUI     |

## Estatísticas
| Pos. | Jogador               | Equipe            | Gols |
| ---- | --------------------- | ----------------- | ---- |
| 1    | Simon Terodde         | Köln              | 29   |
| 2    | Jhon Córdoba          | Köln              | 20   |
| 3    | Lukas Hinterseer      | Bochum            | 18   |
| 4    | Fabian Klos           | Arminia Bielefeld | 17   |
| 4    | Andrew Wooten         | Sandhausen        | 17   |
| 6    | Philipp Klement       | Paderborn         | 16   |
| 7    | Sargis Adamyan        | Jahn Regensburg   | 15   |
| 7    | Pascal Testroet       | Erzgebirge Aue    | 15   |
| 9    | Robert Glatzel        | Heidenheim        | 13   |
| 9    | Pierre-Michel Lasogga | Hamburgo          | 13   |
| 9    | Andreas Voglsammer    | Arminia Bielefeld | 13   |
| 12   | Sebastian Andersson   | Union Berlin      | 12   |
| 12   | Marco Grüttner        | Jahn Regensburg   | 12   |

| Pos. | Jogador              | Equipe            | Assis. |
| ---- | -------------------- | ----------------- | ------ |
| 1    | Dominick Drexler     | Köln              | 14     |
| 2    | Louis Schaub         | Köln              | 12     |
| 3    | Sebastian Vasiliadis | Paderborn         | 10     |
| 4    | Rúrik Gíslason       | Sandhausen        | 9      |
| 4    | Marc Schnatterer     | Heidenheim        | 9      |
| 6    | Sargis Adamyan       | Jahn Regensburg   | 8      |
| 6    | Marco Grüttner       | Jahn Regensburg   | 8      |
| 8    | David Atanga         | Greuther Fürth    | 7      |
| 8    | Marcel Heller        | Darmstadt 98      | 7      |
| 8    | Philipp Klement      | Paderborn         | 7      |
| 8    | Fabian Klos          | Arminia Bielefeld | 7      |
| 8    | Marvin Knoll         | St. Pauli         | 7      |
| 8    | Lee Jae-sung         | Holstein Kiel     | 7      |

### Hat-tricks
Atualizado em 19 de maio de 2019
| Jogador               | Para            | Contra            | Resultado | Data                   | Ref.   |
| --------------------- | --------------- | ----------------- | --------- | ---------------------- | ------ |
| Simon Terodde         | Köln            | Erzgebirge Aue    | 3–1       | 25 de agosto de 2018   | [ 36 ] |
| Pierre-Michel Lasogga | Hamburgo        | Heidenheim        | 3–2       | 15 de setembro de 2018 | [ 37 ] |
| Lukas Hinterseer      | Bochum          | Ingolstadt        | 6–0       | 16 de setembro de 2018 | [ 38 ] |
| Sargis Adamyan        | Jahn Regensburg | Hamburgo          | 5–0       | 23 de setembro de 2018 | [ 39 ] |
| Simon Terodde         | Köln            | Dynamo Dresden    | 8–1       | 10 de novembro de 2018 | [ 40 ] |
| Pascal Testroet       | Erzgebirge Aue  | Union Berlin      | 3–0       | 23 de dezembro de 2018 | [ 41 ] |
| Bernard Tekpetey      | Paderborn       | Darmstadt 98      | 6–2       | 23 de dezembro de 2018 | [ 42 ] |
| Jhon Córdoba          | Köln            | St. Pauli         | 4–1       | 8 de fevereiro de 2019 | [ 43 ] |
| Simon Terodde         | Köln            | Arminia Bielefeld | 5–1       | 10 de março de 2019    | [ 44 ] |
| Lukas Hinterseer      | Bochum          | Greuther Fürth    | 3–2       | 16 de abril de 2019    | [ 45 ] |
| Jhon Córdoba          | Köln            | Greuther Fürth    | 4–0       | 6 de maio de 2019      | [ 46 ] |
| Barış Atik            | Dynamo Dresden  | Paderborn         | 3–1       | 19 de maio de 2019     | [ 47 ] |